# Hetaeria elata
Hetaeria elata là một loài thực vật có hoa trong họ Lan. Loài này được Hook.f. mô tả khoa học đầu tiên năm 1890.